# Coupe de la CAF
La Coupe de la CAF est une ancienne compétition annuelle de football organisée de 1992 à 2003 par la Confédération africaine de football (CAF) qui oppose les clubs africains non qualifiés aux deux grandes compétitions africaines.
La JS Kabylie est le club le plus titré dans l'histoire de la compétition avec trois victoires, tandis que le Raja CA est le dernier vainqueur en 2003.

## Histoire

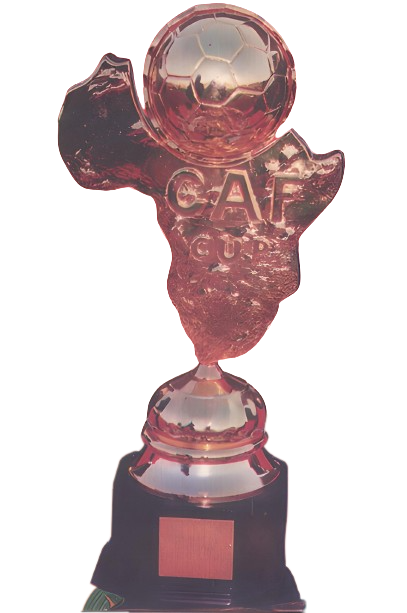

La compétition est créée en 1992 par la Confédération africaine de football (CAF) sous le nom de Coupe de la CAF. 
Dans la première édition, a vu la participation de 31 clubs et le club nigérian de Shooting Stars SC remporte l'édition en battant l'Ougandais Villa SC en finale, 3 buts à 0 en score cumulé (0-0, 0-3). L'année suivante, c'est le club ivoirien de Stella Club d'Adjamé qui remporte la coupe face aux Tanzaniens du Simba SC. En 1994, le Nigérian Bendel Insurance remporte la coupe face aux Angolais du Primeiro de Maio. Le club tunisien de l'ES Sahel remporte la coupe en 1995 en s'imposant face aux Guinéens de l'AS Kaloum Star (2-0 au match retour). La saison suivante, l'ES Sahel atteint de nouveau la finale mais s'incline face au club marocain du KAC Marrakech (la première à se décider grâce à la règle des buts marqués à l'extérieur). 
En 1997, l'ES Tunis bat le club angolais de l'Atlético Petróleos de Luanda en finale. La saison suivante, un autre club tunisien, le CS sfaxien remporte la compétition face aux Sénégalais d'ASC Jeanne d'Arc. En 1999, l'ES Sahel remporte pour la deuxième fois la coupe en battant le club marocain du Wydad AC en finale. 
Le club algérien de la JS Kabylie gagne trois coupes de la CAF à la suite en  2000, en  2001 et en  2002, en battant respectivement le club égyptien de l'Ismaily SC, les Tunisiens de l'ES Sahel et le club camerounais du Tonnerre Yaoundé. C'est le premier club à réaliser cette performance et devient le club le plus titré de la compétition. 
Le club marocain du Raja CA est le dernier à remporter la compétition en 2003 en battant les Camerounais du Coton Sport en finale.
En 2004, la CAF lança une nouvelle compétition considérée depuis comme la deuxième compétition africaine des clubs, Coupe de la confédération.

## Format
Seuls les vice-champions des ligues nationales des associations membres sont éligibles pour participer à la compétition si et seulement s'ils ne participent pas en tant que vainqueurs de coupe nationale à la Coupe d'Afrique des vainqueurs de coupe. La compétition est réservée à un club par membre de la CAF. 
Tous les tours de la compétition, y compris la finale, sont joués selon le système à élimination directe en aller-retour, l'équipe ayant cumulé le plus de buts pour elle l'emporte. En cas d'égalité, la règle des buts marqués à l'extérieur s'applique ; et si elle ne donne rien le match retour est augmenté d'une séance de tirs au but.
Le vainqueur de la Coupe de la CAF est directement qualifié pour l'édition de la saison suivante.

## Palmarès

### Palmarès par édition
| N° | Édition | Vainqueur            | Score         | Finaliste                    | Lieux                      |
| -- | ------- | -------------------- | ------------- | ---------------------------- | -------------------------- |
| 1  | 1992    | Shooting Stars       | 0-0, puis 3-0 | Villa SC                     | Kampala, puis Ibadan       |
| 2  | 1993    | Stella Club d'Adjamé | 0-0, puis 2-0 | Simba SC                     | Abidjan, puis Dar es Salam |
| 3  | 1994    | Bendel Insurance     | 0-1, puis 3-0 | Primeiro de Maio             | Benguela, puis Benin City  |
| 4  | 1995    | ES Sahel             | 0-0, puis 2-0 | AS Kaloum Star               | Conakry, puis Sousse       |
| 5  | 1996    | KAC Marrakech        | 1-3, puis 2-0 | ES Sahel                     | Sousse, puis Marrakech     |
| 6  | 1997    | ES Tunis             | 0-1, puis 2-0 | Atlético Petróleos de Luanda | Luanda, puis Tunis         |
| 7  | 1998    | CS sfaxien           | 1-0, puis 3-0 | ASC Jeanne d'Arc             | Dakar, puis Sfax           |
| 8  | 1999    | ES Sahel (2)         | 1-0, puis 1-2 | Wydad AC                     | Sousse, puis Casablanca    |
| 9  | 2000    | JS Kabylie           | 1-1, puis 0-0 | Ismaily SC                   | Ismailia, puis Alger       |
| 10 | 2001    | JS Kabylie (2)       | 1-2, puis 1-0 | ES Sahel                     | Sousse, puis Alger         |
| 11 | 2002    | JS Kabylie (3)       | 4-0, puis 0-1 | Tonnerre Yaoundé             | Alger, puis Yaoundé        |
| 12 | 2003    | Raja club athletic   | 2-0, puis 0-0 | Coton Sport                  | Casablanca, puis Garoua    |

### Palmarès par club
| Rang | Club                         | Titres (éditions)    | Finales perdues (éditions) |
| ---- | ---------------------------- | -------------------- | -------------------------- |
| 1    | JS Kabylie                   | 3 (2000, 2001, 2002) | 0                          |
| 2    | ES Sahel                     | 2 (1995, 1999)       | 2                          |
| 3    | Raja club athletic           | 1 (2003)             | 0                          |
| 3    | CS Sfaxien                   | 1 (1998)             | 0                          |
| 3    | ES Tunis                     | 1 (1997)             | 0                          |
| 3    | KAC Marrakech                | 1 (1996)             | 0                          |
| 3    | Bendel Insurance FC          | 1 (1994)             | 0                          |
| 3    | Stella Club                  | 1 (1993)             | 0                          |
| 3    | Shooting Stars SC            | 1 (1992)             | 0                          |
| 10   | Wydad AC                     | 0                    | 1                          |
| 10   | Coton Sport                  | 0                    | 1                          |
| 10   | Tonnerre Yaoundé             | 0                    | 1                          |
| 10   | Ismaily SC                   | 0                    | 1                          |
| 10   | ASC Jeanne d'Arc             | 0                    | 1                          |
| 10   | Atlético Petróleos de Luanda | 0                    | 1                          |
| 10   | AS Kaloum Star               | 0                    | 1                          |
| 10   | Primeiro de Maio             | 0                    | 1                          |
| 10   | Simba SC                     | 0                    | 1                          |
| 10   | Villa SC                     | 0                    | 1                          |

### Palmarès par nation
| Rang | Pays          | Victoires | Finales perdues | Clubs vainqueurs                           |
| ---- | ------------- | --------- | --------------- | ------------------------------------------ |
| 1    | Tunisie       | 4         | 2               | ES Sahel (2), CS sfaxien (1), ES Tunis (1) |
| 2    | Algérie       | 3         | 0               | JS Kabylie (3)                             |
| 3    | Maroc         | 2         | 1               | KAC Marrakech (1), Raja CA (1)             |
| 4    | Nigeria       | 2         | 0               | Shooting Stars (1), Bendel Insurance (1)   |
| 5    | Côte d'Ivoire | 1         | 0               | Stella Club (1)                            |
| 6    | Cameroun      | 0         | 2               |                                            |
| 6    | Angola        | 0         | 2               |                                            |
| 8    | Égypte        | 0         | 1               |                                            |
| 8    | Guinée        | 0         | 1               |                                            |
| 8    | Sénégal       | 0         | 1               |                                            |
| 8    | Tanzanie      | 0         | 1               |                                            |
| 8    | Ouganda       | 0         | 1               |                                            |